# Pavillon de Tervueren
Ne doit pas être confondu avec Château de Tervueren.
Le pavillon de Tervueren, parfois aussi appelé château de Tervueren, est un pavillon de chasse construit, entre 1817 et 1823, pour le prince d'Orange par l'architecte Charles Vander Straeten dans le parc de Tervueren. Il est repris après la révolution belge par l'État belge puis par la famille royale belge, jusqu'à ce qu'il soit détruit par un incendie en 1879. Le palais des Colonies est édifié en 1897 à l'emplacement du pavillon.

## Histoire

### Guillaume d'Orange

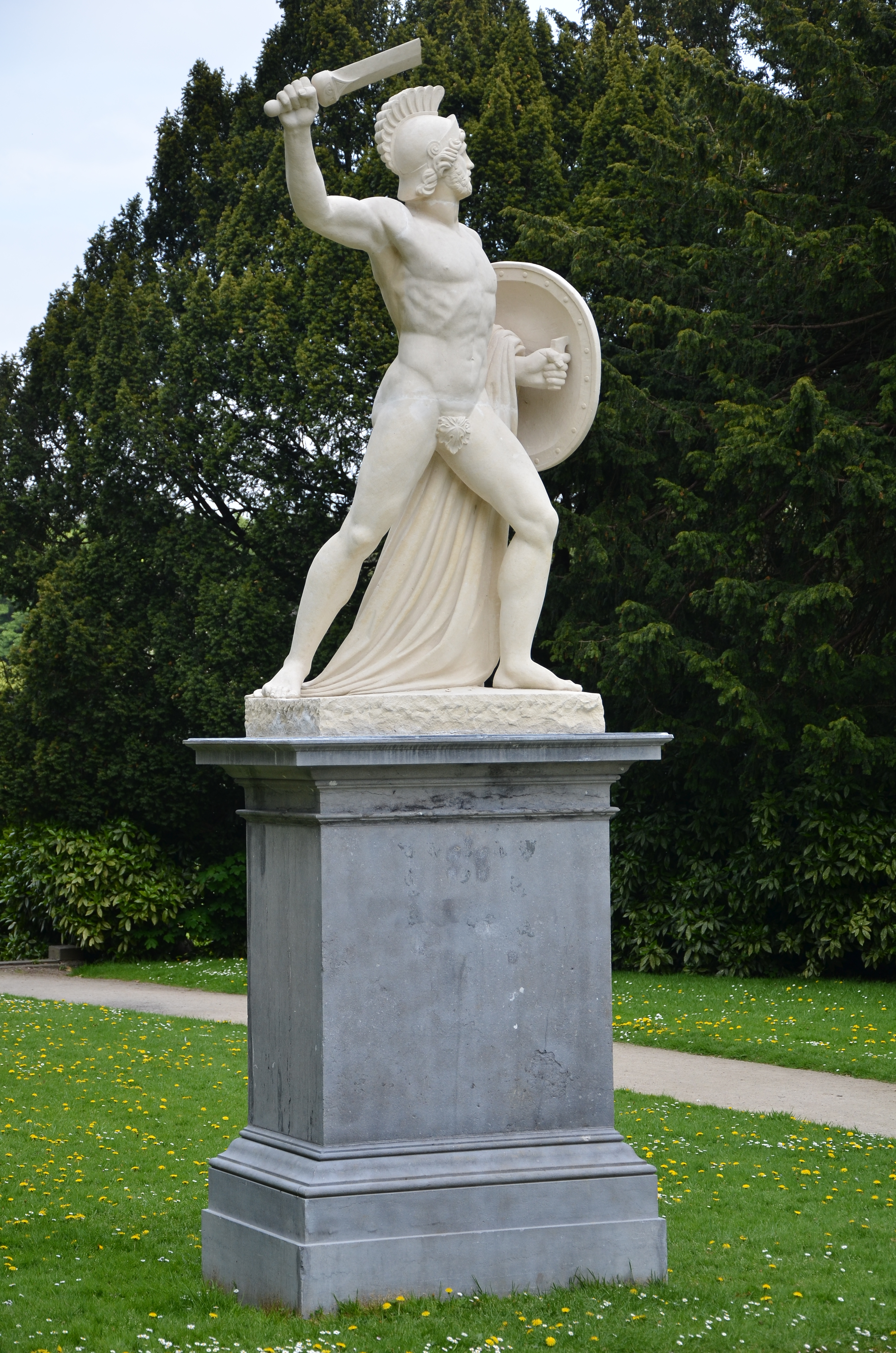
Statue de Claudius Civilis, Jean-Louis Van Geel, 1822 (copie).

Fin 1815, le parc de Tervueren est cédé au prince d'Orange qui en fait sa résidence d'été et y fait construire, entre 1817 et 1823, un pavillon par l'architecte Charles Vander Straeten, aux frais du trésor. Ces frais sont consentis pour remercier le prince pour sa conduite à Waterloo. Le pavillon coûte au total 794 000 francs. Il est richement décoré et entouré de jardins à l'italienne, avec une statue de Claudius Civilis, de la main du sculpteur Jean-Louis Van Geel,.

### Léopold II
Lors de l'indépendance de la Belgique en 1830, l'ensemble du parc est détenu par l'état belge. En 1853, le roi Léopold Ier donne le domaine à son fils aîné et héritier du trône, le futur Léopold II. Sous sa supervision, le parc de Tervueren se développe.
Charlotte de Belgique, sœur de Léopold II, veuve de l'empereur du Mexique, réside dans le pavillon de Guillaume d'Orange depuis 1867 jusqu'à l'incendie du pavillon en 1879.

### Incendie

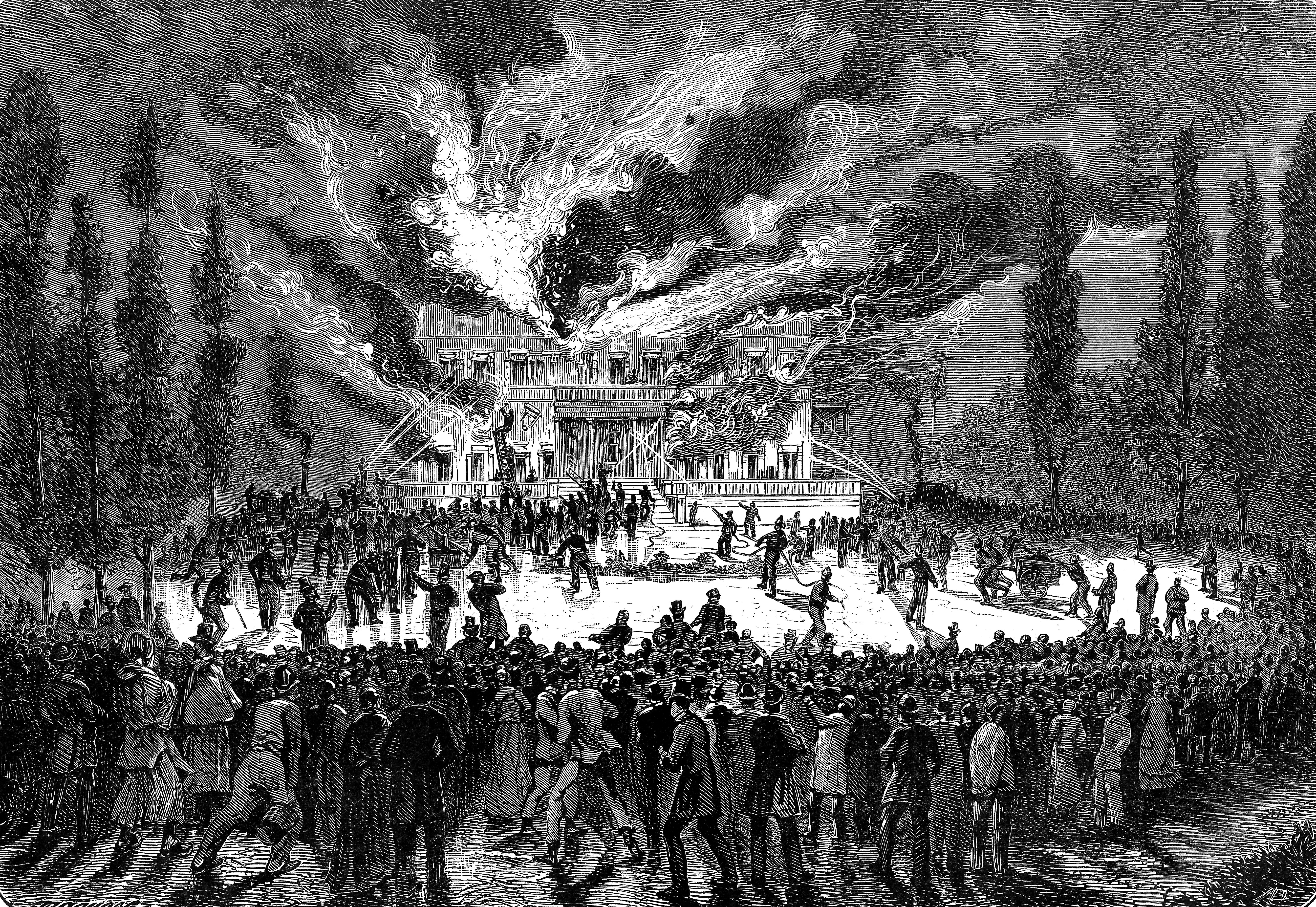
Incendie du pavillon de Tervueren (gravure d'Auguste Trichon) (1879).

Le 2 mars 1879, un incendie se déclare dans le pavillon. L'impératrice Charlotte, réveillée à temps par ses dames d'honneur, échappe à l'incendie. Elle part alors vivre au château de Bouchout. Le palais des Colonies est construit dix-huit ans plus tard à l'emplacement du pavillon.

## Galerie

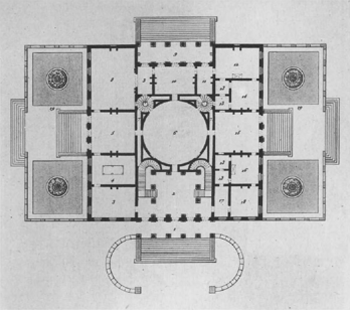
Plan du pavillon
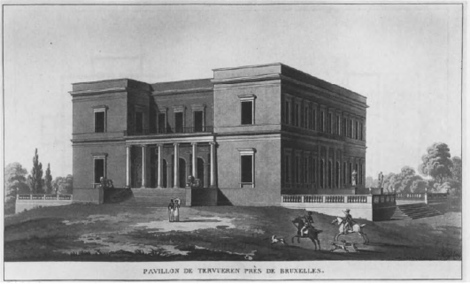
Dessin de 1827
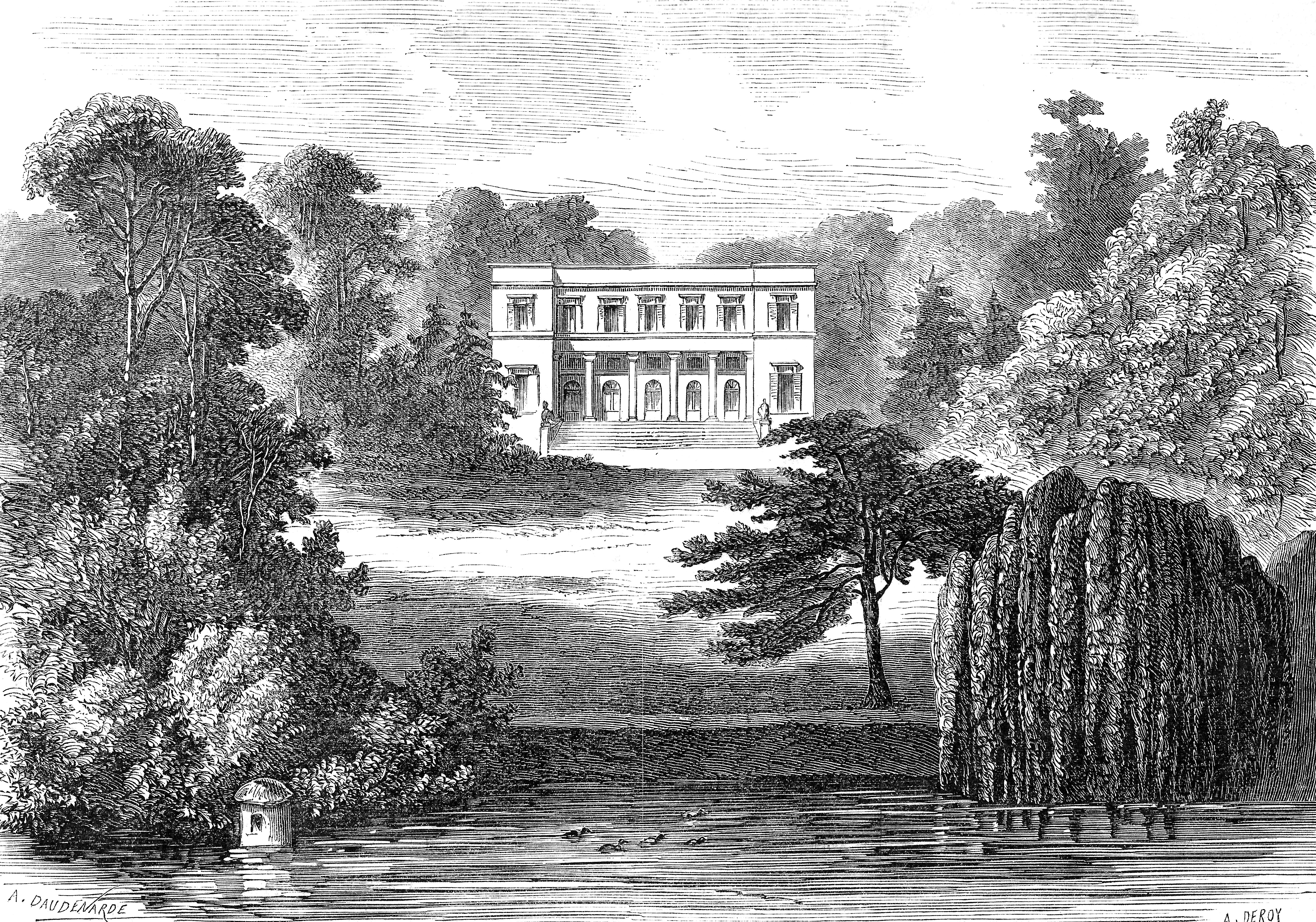
Gravure de 1867